# Dezső Pekár
Dezső Pekár, madžarski geofizik, * 17. november 1873, Arad, Romunija,  † 3. julij 1953, Budimpešta, Madžarska.
Pekár je razvil torzijsko nihalo za Loránda Eötvösa. Bil je brat filozofa Károlyja Pekárja (1869–1911), fiziologa in zdravnika Mihályja Pekárja (1871–1942) in Ákosa Pekárja.

## Življenje in delo
Rodil se je očetu Károlyju Pekárju (1832–1903) in materi Anne Horváth de Bikol (1847–1881). Študiral je na Univerzi v Budimpešti. Med letoma 1893 in 1895 je bil stažist na Kemijskem inštitutu št. I Károlyja Thana, kjer je med raziskovanjem problema kapilarnosti poskušal razširiti Eötvösev zakon za površinsko napetost tekočin na rešitve. Meritve so bile opravljene po metodi Loránda Eötvösa, ki ga je leta 1895 povabil za svojega pomočnika.
Poleg Eötvösa je sodeloval pri gravitacijskih raziskavah z Eötvösevim torzijskim nihalom skupaj s Károlyjem Tanglom. Skupaj z Lajosom Steinerjem sta raziskovala geološko zgradbo Fruške gore (1901), skupaj z Eötvösem in Steinerjem pa sta leta 1903 izvajala gravitacijske in magnetne meritve na zamrznjenem Blatnem jezeru. Med letoma 1903 in 1909 so bile opravljene gravitacijske in magnetne raziskave v regijah južne Madžarske, leta 1910 na Tirolskem, leta 1911 na območju potresa v Kecskemétu in med letoma 1912 in 1914 v Transilvanskem bazenu in Mureški dolini, da bi določili nahajališče zemeljskega plina, odkrito z vrtanjem v Sărmășelu (Kissármásu). Nafto so iskali leta 1914 v Satu Mareju (Szatmárnémetiju) in v letih 1915–1916 v okolici Gbelyja (Egbella). Zemeljski plin so iskali v regiji Hortobágy, nato v okolici Novega Sada (Újvidéka) in Titla.
Po Eötvösevi smrti (1919) je domače geofizikalne meritve kot glavni geofizik in nato ministrski svetovalec vodil Pekár. Geofizikalni inštitut, ki ga je vodil, je po 1. svetovni vojni dobival vse večji sloves, o njihovih merilnih metodah so na tečajih poučevali tudi tujce. Med letoma 1923 in 1926 je Pekár večkrat v Indiji s torzijskim nihalom iskal naftna nahajališča, nato leta 1927 v nižini Limagne v Franciji. Izkušnje s svojih potovanj je uporabil tudi za izdelavo Eötvös-Pekárjevega nihala, ki je manjše velikosti in ga je mogoče enostavno prenašati tudi po težkem terenu. Junija 1934 se je upokojil.

## Izbrana bibliografija
- Eötvös, Loránd; ———; Fekete, Jenő (1922), »Beiträge zum Gesetze der Proportionalität von Trägheit und Gravität«, Annalen der Physik, 373 (9): 11–66, doi:10.1002/andp.19223730903